# شیونگ یاشوان
شیونگ یاشوان (انگلیسی: Xiong Yaxuan؛ زادهٔ ۲۵ سپتامبر ۱۹۹۶) تیرانداز زن اهل چین است. وی در بازی‌های المپیک تابستانی ۲۰۲۰ حضور داشته‌است.
وی در مسابقات کشوری و بین‌المللی در مجموع برندهٔ ۱ مدال طلا، ۱ مدال برنز شده‌است.